# صدفی‌سای یکساله
صدفی‌سای یکساله (نام علمی: Sagina apetala) نام یک گونه از سرده صدفی‌سا است.